# Adelaar
Pour l’article homonyme, voir Karl Alexander Adelaar.
L’Adelaar (« aigle » en néerlandais) est un ketch construit en 1902 aux Pays-Bas. Elle tient son nom du navigateur norvégien du XVIIe siècle Cort Sivertsen Adeler.
Il navigue actuellement en Indonésie comme voilier-charter.

## Histoire
Cette goélette a été construite aux Pays-Bas en 1902 pour servir de voilier-cargo. Il a navigué à la voile uniquement entre l'Angleterre, la Suède, la Norvège et la Russie.
Durant la Seconde Guerre mondiale, il est capturé par la marine allemande. Muni d'un moteur diesel, et avec un déplacement des mâts, il devient le Heimatland, cargo ravitailleur de guerre.
Après la guerre, il est utilisé  comme cargo de fret, par le capitaine allemand Thymian dans la mer Baltique.
En 1979, il est vendu  à de nouveaux propriétaires. Ils restaurent le voilier en le rétablissant dans sa forme primitive et un aménagement intérieur est réalisé (plusieurs cabines, salon et équipement moderne de navigation).
L’Adelaar navigue à travers le monde puis subit de nouveaux travaux en 1992.
Depuis 1994, il navigue en charter dans les eaux indonésiennes. Il est basé à Bali, proposant des croisières  dans les îles indonésiennes comme Komodo. Il est aussi utilisé comme plate-forme pour la plongée scientifique et des expéditions d'aventure.

## Note et référence
1. ↑  Adelaar sur Wiktionnaire
2. ↑  « Adelaar », sur Fun & Fly (consulté le 16 juillet 2011).